# Дизель-тролейвоз
Ди́зель-тролейво́з (рос. дизель-троллейвоз, англ. Diesel-trolley car, нім. Dieselelektrolok f) — кар'єрний вантажний самоскид або тягач з причепом, який оснащено дизель-генераторними установками, а також тяговими електродвигунами, які живляться від контактної мережі за допомогою штангового струмознімача. На магістральних дорогах кар'єру тяга дизель-тролейвозу забезпечується електродвигунами, а під час руху тимчасовими дорогами (вибої, робочі майданчики, уступи та ін.) — власною дизель-генераторною установкою. Дизель-тролейвози мають можливість працювати на кар'єрах з затяжними схилами (до 80…100 ‰). У порівнянні зі звичайними кар'єрними автосамоскидами однакової вантажопідйомності дизель-тролейвози мають більшу швидкість руху на крутопохилих трасах, забезпечуючи зниження вартості транспортування на 15-20 %. Застосування подвійного постачання енергії значно знижує витрати на паливо, однак вимагає спорудження тягових підстанцій та системи контактної мережі. Дизель-тролейвоз раціонально застосовувати на великих високопродуктивних кар'єрах.